# Exocentrus nonymoides
Exocentrus nonymoides är en skalbaggsart som beskrevs av Jordan 1894. Exocentrus nonymoides ingår i släktet Exocentrus och familjen långhorningar.
Artens utbredningsområde är Gabon. Inga underarter finns listade i Catalogue of Life.